# Лебедєв Віктор Михайлович
Лебедєв Віктор Михайлович (рос. Лебедев Виктор Михайлович; 5 січня 1935, Ленінград — 11 березня 2021, Санкт-Петербург) — радянський і російський композитор. Заслужений діяч мистецтв РРФСР (1986). Народний артист Росії (2005). Кавалер орденів Пошани (2001) і Дружби (2011).
Орден Дружби (2.02.2011).

## Біографічні відомості
Народився 5 січня 1935 року у Ленінграді. У 1960 році закінчив Ленінградську консерваторію. Викладає в Ленінградському інституті культури. Професор (1987).
Автор опери, балетів, сюїт, романсів, музики до фільмів, вистав та радіопостановок.
Автор музики до українських фільмів: «По вулицях комод водили» (1979), «Тільки в мюзик-холі» (1980, т/ф), «Мужність» (1980, т/ф, 7 с), «Неспокійне літо» (1981, т/ф), «Затока щастя» (1987).
Помер 11 березня 2021 року у Санкт-Петербурзі.

## Фільмографія
- «Чарівник країни Оз» (1967, фільм-спектакль)
- «Пригоди солдата Пєшкіна» (1968, фільм-спектакль)
- «Проводи білих ночей» (1969)
- «Хлопчаки» (1969)
- «Чарівники зими» (1973, фільм-спектакль)
- «За горами, за лісами» (1974)
- «Жінка в скрутному становищі» (1974, фільм-спектакль)
- «Щоденник директора школи» (1975)
- «Небесні ластівки» (1976)
- «У тебе є я» (1976)
- «Життєва справа» (1976)
- «Горіх Кракатук» (1977)
- «Їжачок» (1978, короткометражний)
- «Помилки юності» (1978)
- «По вулицях комод водили» (1979)
- «Чому ослик упирався» (1979, анімаційний)
- «Мій тато — ідеаліст» (1980)
- «Тільки в мюзик-холі» (1980, т/ф)
- «Перший автограф» (1980, анімаційний)
- «Мені від любові спокою не знайти» (фільм-спектакль)
- «Мужність» (1980, т/ф, 7 с)
- «Історія кавалера де Гріє і Манон Леско» (1980, фільм-спектакль)
- «Зниклі серед живих» (1981)
- «Неспокійне літо» (1981)
- «20 грудня» (1981)
- «Репетитор» (1981, фільм-спектакль)
- «Шукайте жінку» (1982)
- «Будьте моїм чоловіком» (1982)
- «За щастям» (1982)
- «Не було печалі» (1982)
- «Ювелірна справа» (1983)
- «Вовча яма» (1983)
- «Макар-слідопит» (1984)
- «Герой її роману» (1984)
- «Рейс 8585» (1985, фільм-спектакль)
- «Щиро Ваш…» (1985)
- «Снайпери» (1985)
- «Затока щастя» (1987)
- «Гардемарини, вперед!» (1987)
- «Біле прокляття» (1987)
- «Хліб — іменник» (1988)
- «Божевільна Лорі» (1991)
- «Віват, гардемарини!» (1991)
- «По Таганці ходять танки» (1991)
- «Гардемарини — III» (1992)
- «Віва, Кастро!» (1993)
- «П'єса для пасажира» (1995)
- «Час танцюриста» (1997)
- «Хочу в тюрму» (1998)
- «Квіти від переможців» (1999)
- «Заздрість богів» (2000)
- «Полювання на Попелюшку» (2000, т/с)
- «Магнітні бурі» (2003)
- «Іванов і Рабинович» (2004)
- «Тамбовська вовчиця» (2005)
- «Злочин і погода» (2006)
- «07-й змінює курс» (2007)
- «Таємниці палацових переворотів. Росія, століття XVIII» (2008—2012)
- «Важко бути богом» (2013)
- «Гардемарини — IV» (2022) та ін.